# Diglipur
Diglipur (tiếng Hindi: दिगलीपुर; đôi khi được viết thành Diglipore) là một tehsil nằm trên đảo North Andaman, thuộc Andaman Archipelago, Ấn Độ.